# コーバーグ
コーバーグ（英: Cobourg）は、カナダのオンタリオ州ノーサンバーランド郡にある町である。人口は約19.4千人。オンタリオ湖に面しトロントから東に約62 kmの位置にある。ノーサンバーランド郡最大の都市で、町役場が置かれている。オンタリオ・ハイウェイ401号線沿いのケベック＝ウィンザー回廊にある都市の一つ。

## 歴史
この地には1798年にロイヤリストが入植したことが知られている。1808年にはニューキャッスル地区の町役場が置かれた。1818年にシャーロット王女とレオポルド公子（ザクセン＝コーブルク＝ゴータ家、後のベルギー王）の結婚を記念しコーバーグ（ドイツ・バイエルン州コーブルク（Coburg）の地にちなむ）として改称。
1830年代には、オンタリオ湖の良港としてこの地域全体の名がコーバーグとなる。

## 交通

### 鉄道
- VIA鉄道

### 高速道路
- 400番台オンタリオ・ハイウェイ
  - ハイウェイ401号線 (Highway 401)

### バス
- コーバーグ交通局（Cobourg Transit）